# Trichomonas vaginalis

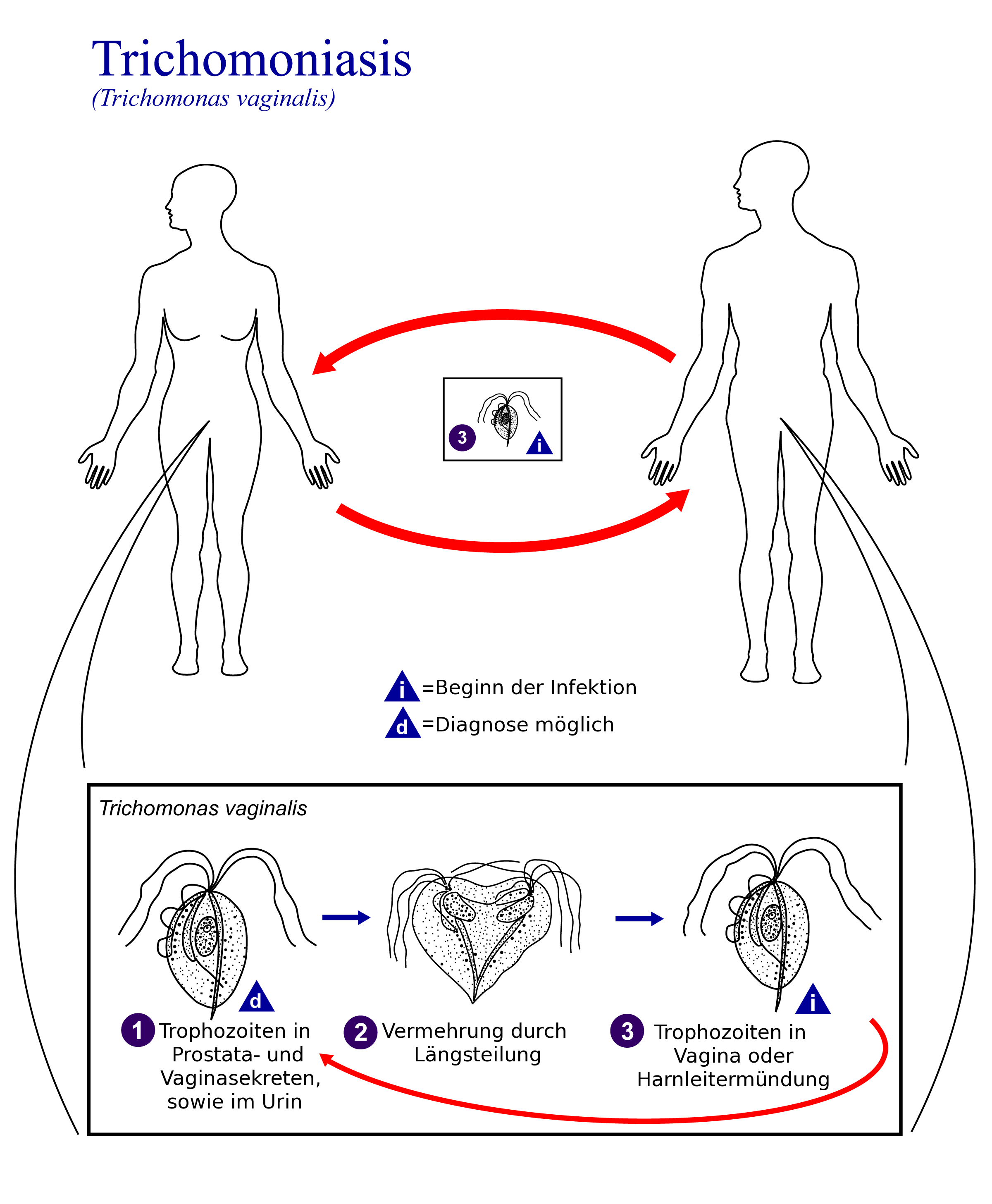
Lebenszyklus Trichomonas vaginalis

Trichomonas vaginalis, auch Trichomonas urogenitalis genannt, ist ein parasitisch vorkommendes Protozoon im Urogenitaltrakt (Schleimhäute) des Menschen und als solches Erreger der Trichomoniasis. Der Parasit wurde im Jahr 2016 von der Deutschen Gesellschaft für Protozoologie zum „Einzeller des Jahres“ gekürt.

## Verbreitung
Der Parasit wird nur durch direkten Kontakt übertragen (Schleimhautkontakt von Mensch zu Mensch), sodass es sich um eine sexuell übertragbare Erkrankung handelt. Trichomonas vaginalis kommt weltweit vor.

## Merkmale
Trichomonas vaginalis ist unregelmäßig oval und verformt sich oft. Die Länge beträgt bis zu 25 µm. Eine Vermehrung findet durch Längsteilung statt. Wie für die Gattung typisch besitzt Trichomonas vaginalis keine Mitochondrien. Zur Energiegewinnung dienen stattdessen Hydrogenosomen.
Die Sequenz des Genoms wurde im Januar 2006 publiziert und ist etwa 160 Megabasen groß. Es besteht zu etwa zwei Dritteln aus Repeats und Transponierbaren Elementen und ist größer als alle bisher bekannten Genome von Protisten.

## Lebenszyklus
Trichomonas vaginalis bildet keine Cysten, jedoch Trophozoiten aus und wird ausschließlich direkt von Wirt zu Wirt übertragen.

## Therapie
Aufgrund der anaeroben Lebensweise des Parasiten sind Nitroimidazol-Derivate (meist Metronidazol) die Mittel der Wahl zur Therapie bei dieser Trichomonaden-Infektion. Zu beachten sind Dosisanpassungen während Schwangerschaft und Stillzeit sowie die Mitbehandlung des Sexualpartners.